# Crisi humanitària ianomami de 2022-2023

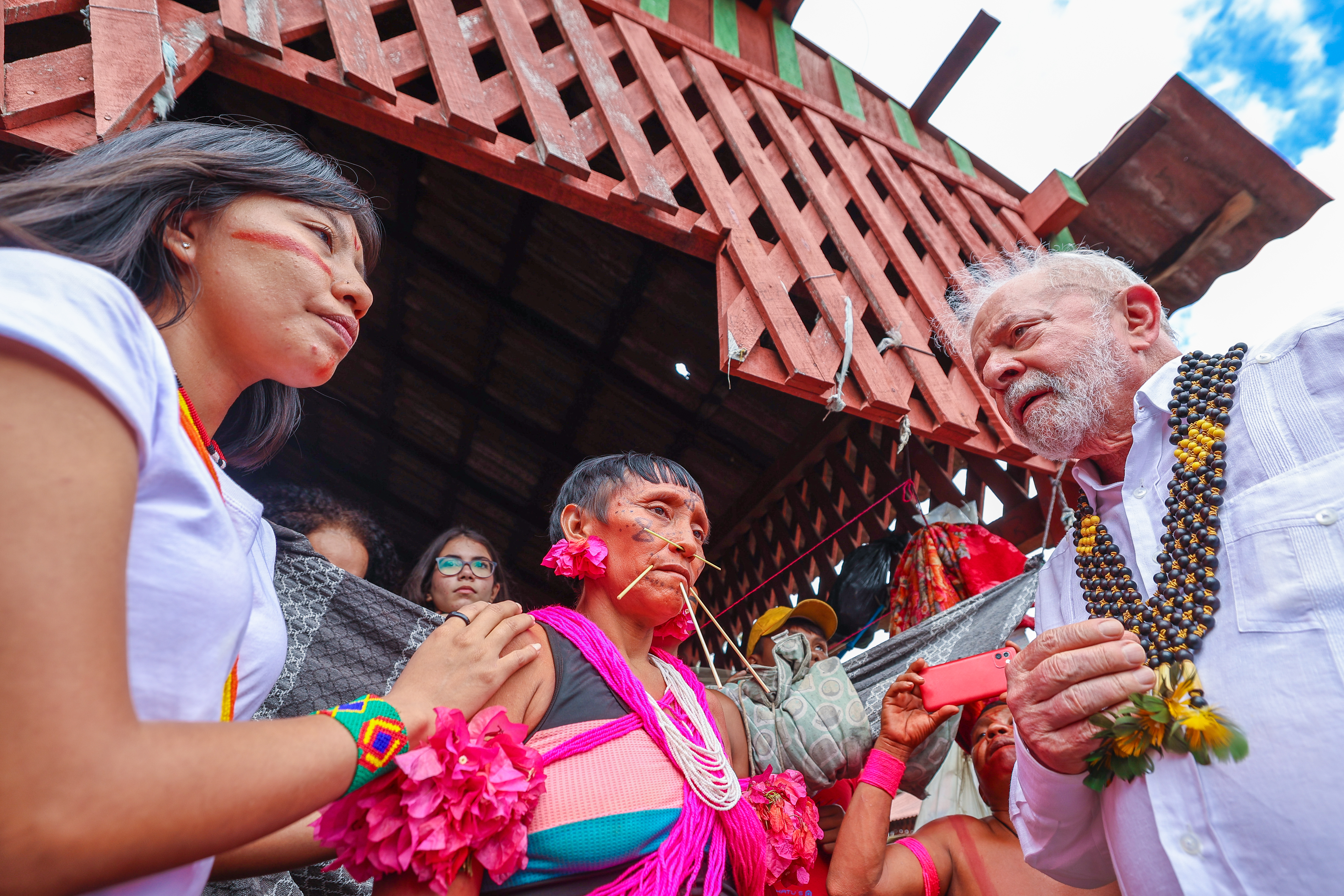
Luiz Inácio Lula da Silva durant anunci d'accions emergenciais per la població ianomami a Boa Vista, gener de 2023

Durant el mandat del president del Brasil Jair Bolsonaro (2019-2023), una sèrie de morts massives, fam, desplaçaments forçats i altres violacions greus dels drets humans dels ianomamis van ocórrer en la Terra Indígena Ianomami al Brasil. Aquests esdeveniments haurien començat o s'haurien agreujat a partir de 2019 com a conseqüència de l'explotació desenfreada de recursos naturals per individus i empreses i la negligència del govern i han estat freqüentment considerats un genocidi contra el poble ianomami.
El dia 20 de gener de 2023, el Ministeri de Salut del Brasil va declarar estat d'emergència en salut pública en el territori ianomami i va instaurar el Centre d'Operacions d'Emergències en Salut Pública per auxiliar en la gestió de la crisi.

## Context
El descuit del govern, la invasió agrícola i les activitats il·legals que afecten l'àrea precedeixen la creació de la reserva ianomami el 1992. Els primers contactes entre els pobles indígenes ianomamis i els homes blancs van ocórrer de forma esporàdica entre 1910 i 1940; en les dues dècades següents, els contactes es van intensificar a causa de les missions religioses assentades a la regió, i les obres de construcció de carreteres i projectes de mineria conduïts per la dictadura militar brasilera van començar en l'àrea en la dècada de 1970. En aquell moment també van sorgir els primers relats d'epidèmies, especialment de grip, xarampió i tos ferina, quan comunitats ianomamis senceres foren delmades.
Després de vèncer les eleccions presidencials de 2018 i assumir el càrrec amb la promesa d'afluixar les polítiques ambientals, especialment en la regió amazònica, el llavors president Jair Bolsonaro va revocar diversos decrets presidencials que prohibien la mineria il·legal i l'extracció il·legal de fusta en tot el país i efectivament va desmantellar les agències de protecció al medi ambient.
El gener de 2023, després de la fi del govern de Bolsonaro a causa de la seva derrota en les eleccions presidencials de 2022, nous funcionaris del govern nomenats pel president Luiz Inácio Lula da Silva van assumir el càrrec i van ser immediatament informats sobre una escalada de la crisi dels ianomamis. El 21 de gener de 2023, el Ministeri de Salut del Brasil va declarar emergència mèdica en el territori indígena. El mateix dia, Lula i altres autoritats del govern, incloent la ministra de Salut Nísia Trindade, el ministre de Justícia, Flávio Dino, i la ministra de Pobles Indígenes, Sônia Guajajara, van fer un viatge al territori situat en l'extrem nord de Roraima per anunciar un paquet d'ajuda federal destinat a la regió i al poble ianomami.

## Incidents
Encara que les estimacions de morts del poble ianomami relacionades a la sobre-explotació de recursos naturals siguin molt disperses i subnotificades a causa de la localització remota del territori, informes del Ministeri dels Pobles indígenes van revelar que 99 nens ianomami amb 5 anys d'edat o menys van morir el 2022, de les quals un tercera part va ser a causa de pneumònia, i de 2019 a 2023, un total de 570 nens ianomamis van morir per desnutrició, fam i intoxicació per mercuri.

### Finançament de la mineria il·legal
El 24 de gener de 2023, dos reportatges del diari O Globo van detallar que el govern Bolsonaro va destinar R$ 872 milions (aproximadament US$ 171 milions) del pressupost federal pels serveis de la Missió Caiuá, una opaca organització no governamental evangèlica, de 2019 a 2023. D'acord amb líders indígenes en el territori ianomami, l'ONG no actua en la regió des que va començar a rebre pressupostos del govern Bolsonaro, aixecant sospites de corrupció generalitzada. A més d'això, els pressupostos del govern destinats al transport de metges i infermers per la regió durant el govern Bolsonaro haurien estat dirigits cap a empreses de transport pertanyents a garimpeiros (miners il·legals), que des de llavors també haurien estat avisats sobre batudes i operacions policials hores o dies abans d'ocórrer.